# Bastión Popular

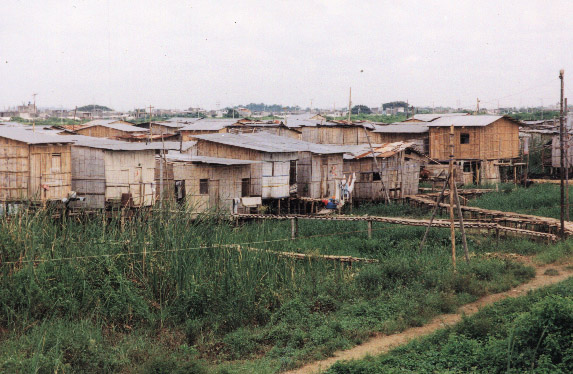
Bastión Popular en 2003 con viviendas de caña guadua asentadas sobre palafitas.

Bastión Popular es un barrio urbano ubicado al norte de la ciudad de Guayaquil, en Ecuador. Tiene una superficie de 341,35 hectáreas, y se encuentra a 9 kilómetros del centro de la ciudad.

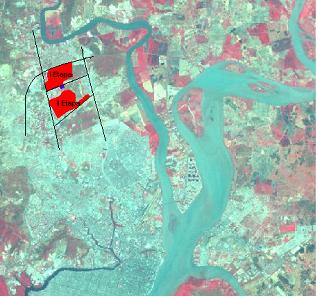
Vista aérea de Bastión Popular en el norte de Guayaquil.

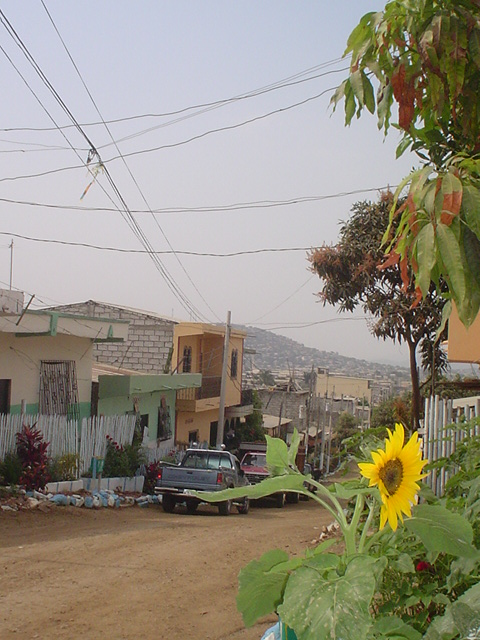
Bastión Popular en diciembre del 2005.

## Historia
Bastión Popular, al igual que la mayoría de los asentamientos periféricos de Guayaquil, es producto de invasiones de tierras, lideradas por traficantes de tierra que han negociado con las necesidades de los sectores menos favorecidos. Este asentamiento ocupó tierras privadas que formaban parte de la zona industrial del norte de la ciudad, entre los km 10 y 14 de la vía a Daule, durante los años 1986 y 1987.

## Población
Su población era de 73 655 habitantes en 2001, representando el 3,70% del total de Guayaquil urbano. Es resultado de migraciones internas de provincias vecinas o de cantones de la misma provincia, incluyendo a personas de diversos orígenes, miles de desplazados y marginados.

## El entorno físico
Parte de Bastión se asentó en una zona inundable, que por su topografía y características de suelo es de mal drenaje, provocando consecuencias ambientales catastróficas, situación que se agrava al construir las casas de forma desordenada, sin dejar lugar para el desfogue de las aguas servidas y de lluvia. Esto ha traído consigo consecuencias ambientales que se suman al hacinamiento, la insalubridad y poca higiene.

## [actualizar]Problemática local
Luego de décadas desde su formación, este barrio aún no posee una red formal de alcantarillado pluvial y sanitario. El subsuelo está saturado con material orgánico proveniente de las letrinas sanitarias, el 49,04% del desalojo de las aguas de lluvia va por la vía pública, el resto va por pendientes y zanjas abiertas. 
El desalojo de las aguas servidas, un 43,12%, va por vía pública, 32,4% por pozo ciego y séptico, ubicados en el patio o en la parte delantera de las casas, y lo más preocupante es que el 17,44% y 6,5% va por el patio y bajo la casa, respectivamente. 
Muchas casas aún conservan características rurales como ubicar las letrinas o servicios higiénicos fuera de la vivienda. Este ambiente es el ideal para el desarrollo de los vectores causantes de numerosas enfermedades dérmicas, digestivas y respiratorias, también para epidemias como dengue, cólera y paludismo. El panorama empeora en la temporada de lluvia ya que los canales y zanjas de drenaje, además de arrastrar la contaminación proveniente de las fábricas, están saturados por la basura doméstica, impidiendo el recorrido normal de las aguas y causando inundaciones en las vías.
Pero más allá de los problemas de salud y ambientales, existen los problemas de convivencia que esto conlleva. Algunas familias no han construido letrinas ni pozos sépticos y en estos casos envuelven sus desechos orgánicos en paquetes o fundas y los echan directamente a las zanjas o canales.
El tener acceso a una vivienda propia en estos asentamientos informales no ha mejorado la vida de las familias. Es necesario entender también que las invasiones de tierras caracterizadas por el tráfico y los intereses de unos pocos, como las que originó a Bastión, rompen las relaciones entre el ambient y la cultura de la solidaridad. Sin una cultura de la solidaridad, no hay ambiente.
En el marco de este escenario nació, la noche del 26 de septiembre de 1986, el Bastión Popular, con problemas de salud por la falta de agua potable, con ambiente insalubre, desechos sólidos hacinados en calles y canales, con viviendas construidas bajo el agua, con deficiencia en los servicios de salud, educación y centros de desarrollo y cuidado infantil.

## Respuestas
A causa de las diferentes problemáticas que sufría el sector, se originó el Convenio entre el Ecuador y la Unión Europea, que dio como resultado el programa Zumar. El objetivo es contribuir a mejorar la calidad de vida de la población de Bastión Popular, rompiendo las dinámicas de marginalización y con énfasis en la población más desprotegida como la niñez, la juventud y las mujeres.
Para el 2015, Bastión Popular cuenta con calles pavimentadas, bordillos, servicios básicos como alumbrado público, agua potable, alcantarillado, entre otros beneficios que se han logrado gracias a la M.I. Municipalidad de Guayaquil.